# Suus
«Suus» — пісня косово-албанської співачки Рони Нішліу, з якою вона представлятиме Албанію на пісенному конкурсі Євробачення 2012 в Баку. За результатами першого півфіналу, який відбувся 22 травня 2012 року, композиція пройшла до фіналу. У фіналі композиція посіла 5 місце,найкращий для Албанії результат після 2004 та 2025.